# Mesoleius fuscotrochanteratus
Mesoleius fuscotrochanteratus är en stekelart som beskrevs av Gabriel Strobl 1903. Mesoleius fuscotrochanteratus ingår i släktet Mesoleius och familjen brokparasitsteklar. Inga underarter finns listade i Catalogue of Life.